# Isolement en psychiatrie
La chambre d'isolement (C.I.) ou Chambre de soins en isolement (CSI)  est une chambre fermée à clé destinée à contenir les manifestations auto- ou hétéro-agressives de personnes hospitalisées en psychiatrie sans leur consentement. Elle est régie par l'article 84 de la loi modifiée à la suite d'une question prioritaire de constitutionnalité en France et par l’article 118.1 de la Loi sur les services de santé et sur les services sociaux au Québec.
Telle qu'elle est utilisée en France, les associations de famille de patients hospitalisés posent trois séries de problèmes : des problèmes éthiques qui interrogent le droit et le respect des libertés fondamentales, des problèmes cliniques qui impliquent de déterminer s'il existe ou non des « indications » à poser à bon escient et donc à évaluer et des problèmes pratiques qui supposent l'aménagement d'un lieu spécifique et la création de procédures explicites permettant de concilier nécessités de sécurité, nécessités cliniques et respect des libertés.
Au Québec, des questionnements éthiques sont également soulevés, notamment, par des associations d’utilisateurs de services comme Action Autonomie : le collectif en défense des droits en santé mentale de Montréal et par des chercheurs. Ces questionnements concernent l’utilisation de l’isolement comme moyen thérapeutique alors qu’il porte atteinte à la liberté, à la sûreté et à la dignité de la personne prônées par la Charte des droits et libertés de la personne.
Cependant, la loi encadre cette pratique qui demeure une mesure de soins en psychiatrie.
La chambre d'isolement est une chambre au sein des services d'hospitalisation en psychiatrie. Elle a pour but de gérer des accès d'agitation, de violence pour lui-même ou pour autrui du patient. Dans le cas des psychoses, ce soin permet également de canaliser des angoisses de morcellement.

## Usage de l'isolement en psychiatrie au Québec

### Définition actuelle de l'isolement
Selon le Ministère de la Santé et des Services sociaux (MSSS), l’isolement correspond au « confinement d’une personne dans un lieu, pour un temps déterminé, d’où elle ne peut sortir librement »(p.9).

### Contexte d'utilisation de l'isolement

#### Prévalence de l'usage de l'isolement
Sur le plan international, le taux d’exposition à l’isolement chez les personnes hospitalisées en psychiatrie varie de 0 à 44%. Au Québec, la prévalence de l’isolement chez les personnes hospitalisées en psychiatrie est plus spécifique et s’élève à 23%.

#### Caractéristiques des personnes à risque d’être mises en isolement
Au Québec, dans une unité psychiatrique de soins intensifs, deux profils d’utilisateurs de services ont été identifiés comme davantage à risque d’exposition à l’isolement. Le premier regroupe des hommes âgés entre 18 et 35 ans présentant des troubles psychotiques et étant hospitalisés pour plus de 35 jours. L’exposition à l’isolement de ces hommes pouvait atteindre plus de 45h durant leur hospitalisation. Le second groupe correspond à des femmes âgées de plus de 36 ans présentant un trouble bipolaire. Ces dernières s’exposant à une durée de 1h à 44h d’isolement durant leur hospitalisation.

#### Caractéristiques des professionnels associées à l’utilisation de l’isolement
Le manque de connaissances des professionnels sur les alternatives, les conséquences, les aspects éthiques et légaux associés à l’isolement augmente le risque de son usage comme intervention thérapeutique.  
À l’inverse, une culture au sein de l’équipe de soins qui favorise la réflexivité, c’est-à-dire qui permet le partage des réflexions et des discussions ouvertes entre les professionnels est associée à une réduction de l’usage de l’isolement,.  

#### Conséquences sur les personnes, les professionnels et le milieu de soins
Chez les personnes, les conséquences possibles découlant de l’expérience de l’isolement regroupent des blessures, des sentiments de honte, de tristesse, d’injustice, de peur et d’impuissance, une exacerbation de symptômes post-traumatiques et d’abandon, la réduction de l’alliance thérapeutique, la stigmatisation et la solitude pendant et après l’évènement,,,.  
Chez les professionnels, les conséquences possibles regroupent des blessures, des sentiments de honte, de détresse, de peur généralisée et d’hypervigilance, des sentiments contradictoires et une incertitude face à la décision prise, un dilemme éthique et une diminution de la satisfaction au travail,.
Au sein des milieux de soins, ce sont des conséquences financières qui sont notées. Elles découlent des coûts associés aux blessures du personnel et des coûts associés à la surveillance et à la gestion de ces mesures qui nécessitent la présence davantage d’intervenants.

#### Facteurs qui influencent le processus décisionnel du professionnel

##### Le risque de comportements agressifs et la perception de l’agressivité
La perception des professionnels à l’égard de l’agressivité potentielle d’une personne représente une explication possible de l’utilisation par les professionnels de l’isolement comme une intervention thérapeutique.
Parmi les personnes qui présentent un trouble mental grave et de l’agressivité, 10 à 25% d’entre elles ont des comportements agressifs sur une période variable. Les facteurs de risque associés à ce passage à l’acte sont des antécédents de violence, la toxicomanie et la schizophrénie.  
De multiples facteurs permettent d’expliquer et de mieux comprendre un épisode d’agressivité chez une personne, soit la cible de l’agressivité (objets, personne), la pathologie sous-jacente, le vécu de la personne, l’équipe de soins, la capacité d’introspection de la personne, la tolérance à l’agitation et à la revendication et l’incompréhension culturelle,.  
Le manque de compréhension à l’égard du caractère multifactoriel de l’agressivité ainsi que la crainte d’un comportement agressif chez la personne peuvent encourager les professionnels à utiliser une mesure de contrôle comme l’isolement pour tenter de prévenir le passage à l’acte agressif.

### Contexte législatif

#### Présentation des cadres législatifs
C’est la Loi sur la santé et sur les services sociaux qui guide l’utilisation des mesures de contrôle, dont l’isolement. À l’article 118.1, elle stipule que « la force, l'isolement, tout moyen mécanique ou toute substance chimique ne peuvent être utilisés, comme mesure de contrôle d'une personne dans une installation maintenue par un établissement, que pour l'empêcher de s'infliger ou d'infliger à autrui des lésions ».
C'est le Code des professions (article 37.1) qui dicte l‘autorisation de la décision de l‘utilisation des mesures de contrôle par les professionnels. Cette décision est un acte réservé aux professionnels suivants: médecin, infirmière, ergothérapeute, travailleur social, psychologue, psychoéducateur et criminologue. En vertu de cet article, ces professionnels peuvent: « décider de l’utilisation des mesures d’isolement dans le cadre de l’application de la Loi sur les services de santé et les services sociaux et de la Loi sur les services de santé et les services sociaux pour les autochtones cris ».
Bien que ces cadres législatifs appuient l’usage de l’isolement en contexte très précis, les orientations ministérielles québécoises visent la réduction voire l’élimination des mesures de contrôle, dont l’isolement. Dans son rapport annuel de 2020-2021, le Protecteur du citoyen a rappelé l’importance de limiter l’utilisation d’une telle mesure de contrôle qu’en contexte de dernier recours.

#### Principes directeurs de l’usage des mesures de contrôle
Le Ministère de la santé et des services sociaux a établi six principes directeurs afin de guider les établissements dans l’élaboration de protocoles associés à l’utilisation des mesures de contrôle. Ces six principes doivent être respectés pour décider de l’utilisation des mesures de contrôle, dont l’isolement : 
1. Le contexte de risque imminent;
2. L’usage en dernier recours;
3. L’application de la mesure la moins contraignante possible;
4. L’usage dans le respect, la dignité et la sécurité de la personne;
5. Une mesure balisée par des procédures afin d’assurer le respect des protocoles;
6. L’évaluation et le suivi de l’utilisation des mesures de contrôle par un conseil administratif.

### Questionnement éthique
L’usage des mesures de contrôle, dont l’isolement fait l’objet de plusieurs questionnements éthiques. D’abord, les effets négatifs semblent outrepasser les retombées positives de son usage et la patientèle visée par ces mesures est en situation de vulnérabilité et de stigmatisation. L’utilisation n’est pas toujours justifiée et/ou d’une durée excessive.  
L’usage semble donc entrer en contradiction avec des principes éthiques tels que la bienfaisance, la non-malfaisance, la justice et l’autonomie.

## Histoire
La mise en chambre d'isolement (M.C.I.) a longtemps été absente de la littérature psychiatrique. La thèse de médecine de Pépier (1992), les travaux du Groupe de Recherche en Soins Infirmiers du XIVème secteur de Paris (1995), la publication des ouvrages de Friard (1998) et de Pallazolo (2002), l'audit clinique de l'ANAES et ses recommandations (Juin 1998) ont contribué à faire sortir de l'ombre une pratique jusque-là taboue.
L'utilisation de l'isolement et de la contention mécanique comme moyen de maîtrise des malades mentaux agités voire violents existe quasiment depuis l'origine du traitement des maladies mentales. Dès l'Antiquité, des écrits font allusion à la nécessité d'exercer un contrôle physique sur les personnes agitées. Celius Aurelien, suivant son maître Soranos d'Ephèse, recommandait de faire usage de liens si les maniaques sont agités, mais "sans leur faire de mal, en protégeant leurs membres de flocons de laine d'abord, en plaçant le bandage sur eux après."  Soranos, au deuxième siècle apr. J.C., s'opposait à Celse qui estimait qu'un traitement brutal avait pour effet de faire sortir, par la peur, le malade de sa maladie. Dans ce but, Celse enchaînait ses malades, les affamait, les isolait dans une obscurité complète et leur administrait des cathartiques. Soranos, lui, recommandait de parler avec le malade de ses occupations ou de tout autre sujet susceptible de l'intéresser (Philosophie, travail, et même jeux). Cet antagonisme entre Soranos et Celse, entre contrainte et douceur, entre soin et contention a perduré, d'une façon ou d'une autre à travers les siècles. Il est toujours actuel ainsi que le montrent les résistances des soignants à n'utiliser isolement et contention qu'en dernier recours. Les rapports du Contrôleur Général des Lieux de Privation de Liberté (C.G.L.P.L) sont à cet égard édifiants.
Au Moyen Âge, le recours aux moyens de contention semble traduire la sollicitude des proches, qui veillent à  protéger le fou de lui-même tout en préservant la sécurité de chacun. Il ne s'agit pas d'isoler mais de maintenir le fou dans la famille ou dans la communauté. On l'attache ainsi à un arbre près du champ où l'on moissonne. Il en ira différemment au XVIIe siècle, lorsque la création de l'Hôpital général exclura les errants, les déviants de toutes sortes, dont les fous. Isolement et contention seront alors utilisés non plus pour maintenir à domicile mais pour assigner une place, pour exclure.
La Révolution française va différencier l'insensé du prisonnier ordinaire. Le fou devient un malade qu'il faut traiter. À Bicêtre puis à La Salpêtrière, Philippe Pinel, premier médecin des aliénés, libère les fous de leurs chaînes mais malgré l'apport du gardien Jean-Baptiste Pussin et de son épouse Marguerite Jubline, n'en supprime pas pour cela l'isolement et la contention. Pinel, et surtout son disciple Esquirol, vont, au contraire, faire de l'isolement un des concepts centraux de la théorie du "traitement moral", à côté de la rééducation morale dirigée par l'aliéniste. Le mot "isolement" masque en fait deux séparations différentes. La première forme correspond à la volonté sociale de mettre à part dans un lieu à l'écart le malade mental. Il s'agit, comme le manifestera la loi du 30 juin 1838, d'ôter toutes ses relations sociales et affectives à l'aliéné afin de le rééduquer grâce à la discipline parfaite de l'asile, pensé comme une sorte de société idéale. La seconde forme de séparation que nous pourrions nommer "isolement cellulaire" ou "thérapeutique" consiste en un enfermement simple dans une chambre close de l'aliéné agité ou violent qui ne répond pas parfaitement au traitement proposé. Cet isolement n'obéit pas  à une commande sociale, il est un mode de gestion des problèmes disciplinaires et/ou thérapeutiques à l'intérieur de l'asile.
Inspiré par Pinel, au Royaume-Uni, le britannique Samuel Tuke fonde le York Retreat et jette les bases d'un traitement plus respectueux des patients. Il élabore un code de déontologie où l'on bannit les contentions à moins d'agitation extrême (on stipule qu'il ne doit pas y avoir plus de deux patients sous contention dans un même pavillon). L'isolement est utilisé comme un moyen alternatif par lequel le malade doit devenir responsable de lui-même. Robert Gardiner Hill va plus loin et abolit la contention à l'asile de Lincoln. John Connolly, père du no-restreint et de l'open-door fait de même à l'asile de Hanwell. Il démontre ainsi l'efficacité d'un traitement sans contention. Ses idées gagnent le continent et influencent les pratiques, sauf en France où seuls quelques rares aliénistes s'en inspireront (E. Marandon de Montyel, M. Dide). Ainsi Edouard Toulouse écrit-il en 1897 : "L'expérience faite pendant un grand nombre d'années a démontré que le séjour permanent dans une cellule, loin d'être efficace pour amener l'apaisement de l'agitation chez l'aliéné, a, au contraire, pour effet d'augmenter et d'entretenir l'agitation." La théorie de la dégénérescence qui sonne le glas des quelques avancées du traitement moral favorise le recours à l'isolement et à la contention. Le grand journaliste Albert Londres s'en fait l'écho en 1925.
De retour des camps, les soignants font le constat que les patients dont plus de 40 000 sont morts de faim et de privation pendant la seconde guerre mondiale, sont plongés dans un univers concentrationnaire comparable à celui qu'ils viennent de subir. Sur le modèle de l'hôpital de Saint-Alban qui, inspiré par le psychiatre catalan F. Tosquelles, sut résister à l'occupant et éviter la famine à ses patients, naît un mouvement qui vise à fermer les quartiers d'agités et à supprimer les camisoles. L'agitation et la violence sont autant le fruit de dysfonctionnements institutionnels que du mal-être des patients. Il faut donc soigner l'institution et permettre aux conflits qui la rongent de s'exprimer. Philippe Paumelle montre dans sa thèse comment il est possible de s'organiser collectivement pour fermer un quartier d'agités. La découverte des neuroleptiques et le développement de la pharmacopée psychiatrique, l'amélioration de la formation initiale des infirmiers en psychiatrie, le recours massif à la formation continue via les CEMEA, la création du secteur psychiatrique qui permet de soigner chacun au plus près de son lieu d'habitation vont contribuer à atteindre cet objectif.
La suppression des études d'infirmier de secteur psychiatrique (1992) et la perte des savoir faire et savoir être qui en découle, la fermeture des lits hospitaliers non-compensée par le développement d'un ambulatoire suffisamment conséquent, les contraintes budgétaires qui pèsent de plus en plus sur l'hôpital, quelques faits-divers qui impressionnent la population (tels que le drame de Pau en janvier 2005) vont amener le président de la République de l'époque à durcir les conditions d'hospitalisation en psychiatrie. Le discours d'Antony en décembre 2008, la création de 200 chambres d'isolement et de 4 unités pour malades difficiles (UMD) en 2009, les recommandations de l'ANAES reprises par la H.A.S (Haute autorité de santé) qui contribuent à légitimer l'isolement, la loi du 5 juillet 2011 et les obligations de soins, y compris en ambulatoire, qu'elle multiplie vont entraîner l'augmentation exponentielle des isolements et contentions.

## Indications Médicales de la chambre d'isolement
La chambre d'isolement est un soin. La prescription de soins en chambre d'isolement est cadrée par l'HAS (Haute Autorité de Santé)    
Elle est prescrite dans les cas suivants : 
- Patient psychotique délirant et agité, opposant aux soins, du fait de son état délirant et d'hallucinations associées éventuellement 
- Agitation 
- Auto ou hétéro agressivité du patient : risque de passage à l'acte violent (ou agression déjà réalisée) contre autrui ou lui même.
- Angoisse notamment dans les cas de mélancolie (dépression délirante avec risque suicidaire majeur) 
- Angoisse et agitation dans les psychoses infantiles (autisme).
- Les troubles psychotiques tels que la schizophrénie sont les premiers motifs, mais également les troubles schizoaffectifs. Les patients présentant des états délirants et/ou hallucinatoires lors d'épisodes psychotiques en lien avec des consommations de cannabis ou tout autre produit stupéfiant sont fréquents.
- Depuis la loi du 14 décembre 2020, un patient doit être en hospitalisation sous contrainte pour être mis en isolement. Il existe un délai de 12h à l'institution pour régulariser la situation juridique de l'hospitalisation si l'isolement doit se poursuivre.

## Controverses
Les associations de familles de patients hospitalisés en psychiatrie, et des patients eux-mêmes, sont opposées à ces prescriptions d'isolement en psychiatrie, notamment pour des questions éthiques, de respect des libertés fondamentales et de respect de l'intégrité physique du patient que cette mesure soulève.
Il existe une évolution réglementaire qui a suivi leurs demandes.
Les mouvements d’antipsychiatrie dénoncent aussi la dangerosité des chambres d’isolement. Cette mesure implique en effet une privation de liberté, souvent amenée par la force de la contrainte physique ou chimique, et peut être vécue comme déshumanisante.
De nombreux patients ont aussi témoigné de faits de violences médicales et violences sexistes et sexuelles perpétrées par des soignants au cours de leur mise en isolement.

## Aspects juridiques
Dans la plupart des démocraties occidentales, l'isolement et la contention sont considérées comme des mesures de protection à n'utiliser que s'il existe un risque de passage à l'acte imminent. Pour éviter tout abus, ces mesures sont encadrées par des textes réglementaires ou législatifs précis. Considérées comme des privations de liberté rendues nécessaires par l'état des personnes hospitalisées et un risque avéré d'agression physique sur sou ou sur autrui, elles sont régulièrement évaluées et contrôlées. Elles ne sont pas décrites comme des interventions thérapeutiques.
Jusqu'à la loi du 26 janvier 2016, le législateur français n'avait pas jugé nécessaire de réglementer le recours à l'isolement et à la contention, laissant au médecin toute latitude pour les gérer. Ce vide juridique, dénoncé dès 1996, compromettait gravement les droits fondamentaux des personnes hospitalisées en psychiatrie. Il contrevenait au droit à la sûreté, droit à ne pas être incarcéré arbitrairement. La constitution de la Ve République affirme dans son article 66 que "nul ne peut être arbitrairement détenu" et son préambule, en maintenant en vigueur la déclaration de 1789, confère valeur constitutionnelle aux deux articles par lesquels celle-ci consacre le droit à la sûreté. L'article 2 énonce que "le but de  toute association politique est la conservation des droits naturels et imprescriptibles de l'homme. Ces droits sont la liberté, la propriété, la sûreté et la résistance à l'oppression"; l'article 7 réaffirme que nul ne peut être détenu que dans les formes prescrites par la loi. Ce droit est également reconnu par l'article 9 du pacte onusien de 1966, relatifs aux droits civils et politiques, et surtout par l'article 4 de la Convention européenne de sauvegarde des droits de l'homme. Si la loi du 30 juin 1838, puis les lois du 27 juin 1990 et du 5 juillet 2011 précisent dans quelles conditions, avec quelles garanties  il est licite d'hospitaliser une personne contre son gré, elles sont en revanche muettes sur ses conditions de séjour et donc de détention en chambre fermée. Quelques textes de moindre valeur juridique ont tenté d'encadrer ces mesures. Beaucoup moins connue que celle qui permet la création du secteur psychiatrique, la circulaire 3021 (60-12 bis) du 15 mars 1960 relative au plan directeur des hôpitaux psychiatriques prend acte du caractère archaïque de la notion de cellule et dessine ce que pourrait être une chambre dite protégée. "En effet, le système de la "cellule" a été abandonné dans la majeure partie des hôpitaux psychiatriques. Il ne répond plus aux nécessités, ni aux possibilités actuelles du traitement des malades  mentaux. Les cellules encore existantes sont à supprimer, pour tenir compte de l'évolution des thérapeutiques modernes." (Chapitre IX) Une chambre protégée par unité suffirait aux nécessités de l'époque. La circulaire du 19 juillet 1993 porte rappel des principes relatifs à l'accueil et aux modalités de séjour des malades hospitalisés pour troubles mentaux. Les personnes en hospitalisation libre ont le droit de circuler librement dans l'établissement et ils "ne peuvent en aucun cas être installés dans des services fermés à clé ni a fortiori dans des chambres verrouillées". Il peut être cependant possible d'isoler pour des raisons tenant à sa sécurité un malade quelques heures en attendant soit la résolution de la situation d'urgence, soit la transformation de son régime d'hospitalisation en un régime d'hospitalisation sous contrainte.
Différents textes internationaux ont énoncé un certain nombre de principes. Adoptée par l'Assemblée générale de l'ONU le 17 décembre 1991, la résolution 46/119 Protection des personnes atteintes de maladie mentale et amélioration des soins de santé mentale énonce que tout patient a le droit d'être traité dans l'environnement le moins restrictif possible et selon le traitement le moins restrictif. Ce  traitement ne doit pas porter atteinte à l'intégrité du patient (ou le moins possible) et répondre à ses besoins de santé et à la nécessité d'assurer la sécurité physique d'autrui (principe 9, art. 1). La contrainte physique ou l'isolement d'office du patient ne doivent être utilisés que conformément aux méthodes officiellement approuvées par le service de santé mentale, et uniquement, si ce sont les seuls moyens de prévenir un dommage immédiat ou imminent au patient ou à autrui. Le recours à ces mesures ne doit durer que le temps strictement nécessaire à cet effet. Tout patient soumis à la contrainte physique ou à l'isolement d'office doit bénéficier de conditions humaines et être soigné régulièrement et étroitement surveillé par un personnel qualifié. (principe 11, art. 11). La recommandation 2004/10 du Conseil de l'Europe re prend les mêmes éléments. Il s'agit de règles énoncées et principes de lege ferenda, sans caractère obligatoire, puisqu'ils n'émanent pas d'organes supranationaux. Leur contribution est de tracer des lignes directrices et d'inviter les États à prendre des dispositions conformes ou analogues.
Avec l'article 72 de la loi du 26 janvier 2016 : "L'isolement et la contention sont des pratiques de dernier recours. Il ne peut y être procédé que pour prévenir un dommage immédiat ou imminent pour le patient ou autrui, sur décision d'un psychiatre, prise pour une durée limitée. Leur mise en œuvre doit faire l'objet d'une surveillance stricte, confiée par l'établissement à  des professionnels de santé désignés à cette fin." La notion de dernier recours peut bien sûr être discutée mais elle n'en constitue pas moins une réelle avancée qui devrait obliger les soignants, les directions d'hôpitaux , les enseignants à modifier leurs pratiques et surtout à y réfléchir.
Une QPC (Question prioritaire de constitutionnalité) a abouti à une nouvelle augmentation des contrôles quant à la gestion et la prescription des chambres d'isolement ainsi que des mesures de contention.
Il s'agit de l'art 84 de la LOI n° 2020-1576 du 14 décembre 2020 de financement de la sécurité sociale pour 2021
Cette loi prévoit   
- une prescription médicale de la mesure d'isolement et/ou de contention.
- la prescription ne peut pas être supérieure à 12h.
- un médecin psychiatre doit réévaluer le patient et la nécessiter de reconduire l'isolement dans un délai maximal de 12h et mentionner les motifs de cette prescription  
il doit mentionner les éléments médicaux à surveiller par l'équipe infirmière et leur fréquence (tous les 15; 30 ; 45 à 60 min)  
Au delà de 24h, le juge des libertés doit obligatoirement être informé de la situation d'isolement du patient. Et il doit en être informé au delà de 12h de contention. Ces durées sont cumulatives sur 2 semaines.
L'établissement est tenu depuis le 1er janvier 2021 de mettre à disposition dans la chambre d'isolement toutes les informations écrites nécessaires pour permettre au patient de saisir le Juge des Libertés.
Une information écrite est également fournie au patient et l'équipe est tenue de fournir tous les moyens de saisir le Juge, et sans délai. Le Juge peut alors se saisir de cette demande du patient.
La chambre doit comporter un affichage des droits du patient et des moyens de saisine du Juge des Libertés.(JLD)  

## Recommandations
Selon le Contrôleur général des lieux de privation de liberté, le risque de basculer à une pratique punitive et visant à alléger la charge mentale d'équipes trop occupées et mal équipées est important. De ce fait, il est nécessaire d'établir des mesures de prévention afin de régulariser cette pratique.
Ces mesures passent par la régularisation du cadre institutionnel (voir aussi Désinstitutionnalisation), le traitement préalable de l'anxiété pouvant conduire aux crises, ainsi que des mesures de désescalade verbale visant à garantir le succès de l'alliance thérapeutique entre patient et soignants.
Le Contrôleur recommande également un suivi systématique du taux de recours à l'isolement et à la contention au sein de chaque institution, plutôt qu'une simple vérification de l'adoption des protocoles. Il est également statué que la preuve doit être fournie par l'institution du fait que cette mesure a été prise en dernier recours, celle-ci constituant une entrave aux droits fondamentaux. La personne sujette à ces traitements doit également recevoir un document sous forme écrite attestant du caractère thérapeutique de cette mesure, et de ses droits, au sein même de la chambre d'isolement.
Ces mesures ne doivent pas excéder la durée de la période de crise du patient. Une évaluation somatique doit avoir lieu durant la première heure afin de prévenir les contre-indications. Ces mesures doivent être interrompues de fréquentes sorties en plein air.
La dignité et le respect de la vie privée de la personne placée en isolement doit être garantie, avec l'interdiction de toute vidéo-surveillance, et la possibilité de recevoir des visites. Chaque patient placé en isolement doit pouvoir garder sa place dans une chambre ordinaire.
Les recommandations professionnelles élaborées par la HAS doivent être largement diffusées car elles sont susceptibles de limiter le recours à des mesures de contrainte physique ou chimique et de garantir une meilleure qualité de traitement aux personnes concernées par ces pratiques. Parallèlement, des efforts doivent être faits pour que ces recommandations soient prises en compte par le personnel concerné.
La formation des médecins, des infirmières et des équipes, en particulier sur la violence et les droits fondamentaux des patients, doit être renforcée.

### Exemples de recommandations
En 2008, un audit inter-hospitalier de l'isolement thérapeutique a été organisé par la Fédération régionale Nord Pas-de-Calais de recherche en santé mentale.  17 établissements ont été impliqués dans cette enquête :  47 secteurs étaient bénévoles (44 secteurs ont renvoyé leur questionnaire, deux ne l'ont pas fait et un secteur a indiqué qu'il ne pratiquait pas l'isolement thérapeutique). À la suite de cet audit, un certain nombre de recommandations ont été édictées, notamment : 
- Type de chambre : la possibilité d'une chambre d'isolement devrait systématiquement faire l'objet d'une discussion lors de la conception du projet de prise en charge du service. Circonstances d'utilisation de la chambre d'isolement : l'utilisation de la chambre d'isolement devrait rester une réponse au traitement des troubles psychopathologiques.  Le diagnostic, même s'il est temporaire, doit être clairement établi[44]

- Facteurs de risque : pour chaque risque identifié, un programme de surveillance est mis en place. Cependant, la surveillance systématique de la température de la salle d'isolement n'a pas été trouvée dans la grande majorité des institutions interrogées.  Chaque programme de surveillance des risques doit respecter un protocole identifié[44].

- Conformité à la méthode d'hospitalisation avec isolement : dès que l'isolement thérapeutique, voire la contention, est nécessaire dans le cadre d'une hospitalisation volontaire, il doit revêtir un caractère exceptionnel et être limité autant que possible dans le temps. La question de la validité du changement de statut d'hospitalisation se pose donc : le patient a-t-il encore le discernement nécessaire pour donner son consentement éclairé au traitement[44] ?

- Information fournie : le patient doit recevoir une information accessible et fidèle sur les raisons, les objectifs et les modalités de son placement en isolement.  L'équipe du personnel soignant doit évaluer la nécessité d'informer systématiquement la famille du patient. Les patients du service peuvent avoir besoin d'être informés afin de rendre la situation stressante et confuse moins dramatique[44].

- Contrainte physique : la disparité des équipements est notée. Dans un tiers des situations, cet équipement n'est pas adéquat en matière de confort du patient et parfois en matière de sécurité[44].

- Mesure ponctuée de courtes périodes de libération : les courtes périodes de libération ne sont pas suffisamment établies. L'objectif est avant tout d'humaniser l'isolement par de brèves périodes de sortie (contact avec d'autres personnes et possibilité de fumer par exemple) et permet d'évaluer l'amélioration des troubles du comportement[44].

- La sortie de la chambre d'isolement : la majorité des cas n'implique pas une consultation systématique centrée sur l'expérience de la mesure d'isolement. Rendre systématique la possibilité d'avoir une consultation de retour d'expérience de l'isolement du patient.  Ce type de consultation spécialisée devrait être prise en charge par un professionnel gérant cette situation[44].

## Problématiques relatives aux droits de l'homme
La pratique de l'isolement en psychiatrie a été comparée à l'utilisation de la cellule d'isolement dans les milieux par exemple carcéraux et militaires. L'usage de cette technique appelle a des précautions particulières : en effet, elle consiste en une séparation du patient du centre de la structure thérapeutique, dans une pièce cloisonnée pouvant recevoir diverses appellations, ce qui conduit à une forme de privation sensorielle.
En France, l'isolement ne peut être réalisé sur des patients entrés à l'hôpital psychiatrique sous le régime de l'hospitalisation libre.
L'usage de cette technique en psychiatrie française a été vérifiée par la Contrôleure générale des lieux de privations de liberté.
Le Rapporteur spécial des Nations unies sur la torture a statué que l'isolement, quelle que doit sa durée, envers des personnes avec troubles mentaux, constituait un « traitement cruel, inhumain et dégradant », et appelé à son bannissement.